# Mazama mała
Mazama mała (Mazama nana) – gatunek ssaka z rodziny jeleniowatych (Cervidae). Występuje w Ameryce Południowej.

## Charakterystyka ogólna
Niewielki jeleń z krótkimi kończynami. Osiąga masę ciała od 15–20 kg. Ubarwienie czerwonobrązowe.